# Nausinoe globulipedalis
Nausinoe globulipedalis is een vlinder van de familie van de grasmotten (Crambidae), uit de onderfamilie van de Spilomelinae. De wetenschappelijke naam van deze soort is voor het eerst voorgesteld als Glyphodes globulipedalis door Francis Walker in een publicatie uit 1866.
De soort komt voor in Indonesië (Sulawesi, Gebe), Nieuw-Guinea en Australië (Queensland).